# Przejście Wielkiej Armii przez Berezynę w 1812 roku
Przejście Wielkiej Armii przez Berezynę w 1812 roku – cyklorama namalowana farbami olejnymi na płótnie autorstwa Wojciecha Kossaka, Juliana Fałata i zespołu malarzy, ukończona w 1896 roku, pocięta w 1907 roku.

## Historia
Panoramę „Berezyny” chcieli namalować Józef Brandt, Józef Chełmoński, Jan Rosen i inni już w 1887 roku. Świadomy sukcesu Panoramy Racławickiej, wystawionej we Lwowie w 1894 roku, Julian Fałat zaproponował wspólne namalowanie olbrzymiej cykloramy przedstawiającej przeprawę wojsk napoleońskich przez Berezynę w pobliżu Studzianki podczas odwrotu z Moskwy w roku 1812 Wojciechowi Kossakowi. Do spisania przedmiotowej umowy między malarzami doszło we Lwowie 29 czerwca 1894 roku. Szczegółową umowę zawarto 10 września 1894 roku. Fałat miał odpowiadać za sprawy artystyczne, zaś Kossak za administrację i rachunki.
W ramach prac przygotowawczych Wojciech Kossak udał się do Archiwum Ministerstwa Wojny w Wiedniu, by odszukać plany kampanii roku 1812. Julian Fałat wynajął w Berlinie budynek, rotundę przy Herwarthstrasse 4, w którym zmieścić się mogło belgijskie płótno firmy Mommena, rozwinięte wokół okręgu o średnicy blisko 37 metrów. Obaj artyści gromadzili materiały dotyczące umundurowania i uzbrojenia. Szereg materiałów otrzymali ze zbiorów malarza Jana Rosena. Przed przestąpieniem do pracy Kossak z Fałatem odwiedzili tereny nad Berezyną, przygotowywali szkice i kompletny zarys kompozycyjny. Zarys ten składał się z czterech części o wymiarach 120 × 300 cm:
- 1. Mosty na Studziance (lewy most, pejzaż i ludzie w wykonaniu Fałata; prawy most Kossaka);
- 2. Wzgórze Stachowej (krajobraz Fałata; partie figuralne Kossaka);
- 3. Szarża szwoleżerów, palenie sztandarów na tle wsi Bryl (krajobraz Fałata; partie figuralne Kossaka);
- 4. Cmentarz, biwak starej gwardii na tle w oddali Wesołowo i błota Berezyny (krajobraz Fałata, partie figuralne Kossaka).

Kossak zanotował w swych Wspomnieniach, że postanowiono przedstawić wydarzenia, które rozegrały się 28 listopada 1812 roku o godzinie drugiej po południu.
Zaczęto malować 16 grudnia 1894 roku. W miarę postępów prac do Fałata i Kossaka dołączyli: Jan Stanisławski, Michał Gorstkin-Wywiórski, Antoni Piotrowski i Kazimierz Pułaski. Pułaski pomagał Kossakowi, malując partie figuralne, Wiewiórski, Stanisławski i Piotrowski pomagali Fałatowi w malowaniu pejzażu, mostu dla pieszych oraz tłumu maruderów w Studiance.
Zimą 1895 roku malarzy odwiedził cesarz Wilhelm II wraz z żoną i świtą. Monarcha miał następnie, według świadectwa samego Kossaka, wielokrotnie wypytywać swoich najróżniejszych gości, czy widzieli już malowaną przez Polaków panoramę. Przysporzyło to wielkiego rozgłosu obrazowi.
Obraz zaprezentowano w Berlinie 1 kwietnia 1896 roku, obejrzało go wówczas w ciągu miesiąca 15 000 osób. Od 17 września 1898 roku panorama była wystawiana w Warszawie, w rotundzie przy ul. Karowej, wzniesionej z inicjatywy Ignacego Paderewskiego. Od kwietnia 1901 roku wystawiana była w Kijowie, zaś od 10 czerwca 1901 w Moskwie. Berezyna, nad którą pracowano szesnaście miesięcy, nie odniosła spodziewanego sukcesu finansowego. Nie znaleziono dla niej nabywcy. Ostatecznie została przywieziona do Krakowa.
Z polecenia Kossaka panoramę pocięto na kilkanaście fragmentów w 1907 roku. Artysta przemalował części namalowane przez Fałata i innych, i zaczął sprzedawać jako prace własne. Zachowało się sześć tych obrazów, m.in.:
- Biwak pod Berezyną, 1913, 240 × 200 cm, Muzeum Śląska Opolskiego w Opolu;
- Dwaj huzarzy francuscy, 1896, 173 × 197 cm, Muzeum Narodowe w Warszawie[5];
- Palenie sztandarów, olej, płótno naklejone na płytę, 1929, 95 × 144 cm[1][6], obraz skradziono z prywatnego mieszkania w Krakowie 15 listopada 1998[7];
- Poczet sztandarowy. Fragment panoramy „Berezyna”, 1896, Muzeum Narodowe w Lublinie[8][9];
- Postój pod wsią Brylowa, 148 × 126 cm, kolekcja prywatna[10].

## Galeria

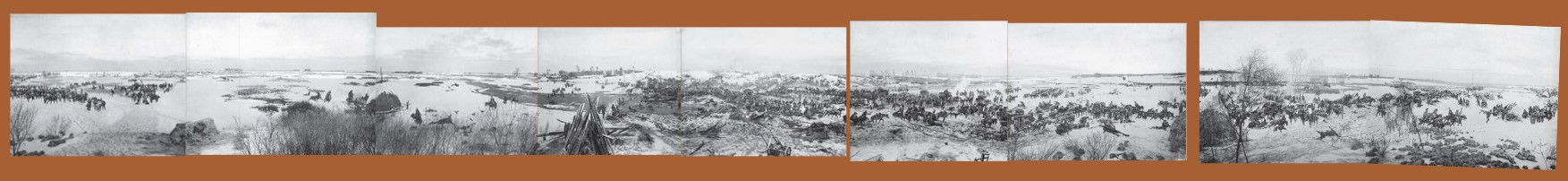
Próba rekonstrukcji na podstawie fototeki z epoki Panorama Beresina par Juljan Falat et A. de Kossak, Berlin, po 1896.